# Преконтинент

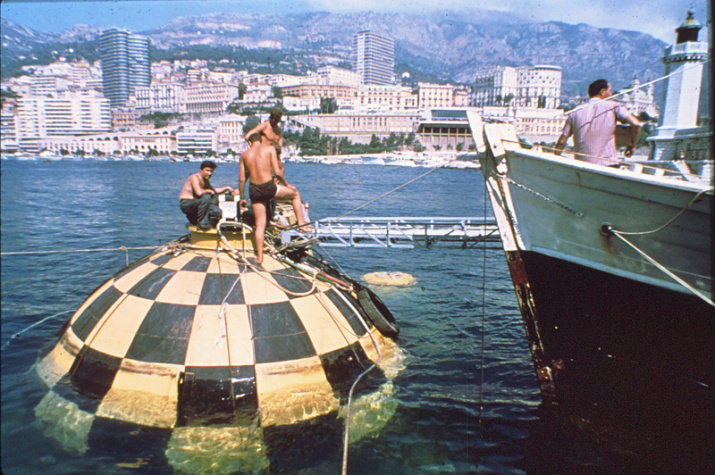
Підводний біотоп, використаний при реалізації проекту «Преконтинент-3»

Преконтинент — плід мрії капітана Кусто про те, що в недалекому майбутньому моря стануть таким же домом для людства, як суша. Між 1962 і 1965 роком він реалізував три проекти «підводних будинків», названих «Преконтинент» — це ім'я означало, за словами самого Кусто, попередні дослідження життя там, де, можливо, вже скоро з'явиться будинок для майбутніх поколінь людства, їх новий континент.
Перший будувався в режимі максимальної економії — наприклад, повітря на нього подавалося через обладнання, яке списав аеропорт (Кусто ніколи не гидував таким «секонд-хендом», врешті-решт, «Каліпсо» теж була списаним судном). На "Преконтиненті-1"Кусто і його екіпаж провели 6 днів на 10-метрової глибині. Другий «Преконтіинент», випробуваний в Червоному морі, доповнювався «блюдцем для пірнання» SP-350, що дозволяло провести майже добу на глибині 400 м, а третій — перебував на глибині понад 100 м недалеко від Ніцци. У ньому шестеро океанавтів — правда, самого Кусто серед них не було — пропрацювали 3 тижні.

## Преконтинент-1
Мешканцями першого підводного поселення Кусто стали аквалангісти Альбер Фалько і Клод Веслі. Першу експедицію в глибини моря Кусто назвав «Преконтинент-1». «Преконтинент» — французькою означає «континентальний шельф». Фалько і Веслі охрестили своє житло «Діогеном», на ім'я знаменитого давньогрецького філософа, який нібито колись оселився в бочці.
Підводний будинок мав всього 6 м в довжину і 2,5 м — в ширину і висоту. У воді легкий, як аеростат, «Діоген» висів на глибині 10 м, «розіп'ятий» на якорях і обвішаний баластом — мішками з піском. До дна глибина в цьому місці становила 12,5 м.
Зверху, з берега, до «Діогену» тягнуться гнучкі трубопроводи, шланги і кабелі. Вони подавали свіже повітря під тиском в 2 атм. Гаряча прісна вода для душу і холодна питна вода ллються по гнучких шлангах з «Еспадона» (підручне судно). Без душу в підводних будинках не обійтися, особливо якщо океанавти — це слово винайшов Кусто — плавають без гідрокостюмів. Морська вода, висихаючи, покриває тіло тонким шаром солі. Якщо її не змивати, вона роз'їдає шкіру.
Подавати повітря і електрику з корабля було б ризиковано. Шторм міг зірвати судно з якоря і віднести його в сторону. Це неминуче викликало б аварію на підводній обсерваторії.

## Преконтинент-2
У 25 км від берега, в лагуні рифу Шаб-Румі, Жак-Ів Кусто побудував підводний комплекс «Преконтинент-2», який нині є однією з головних визначних пам'яток дайвінгу в Судані.
«Преконтинент-2» складався з основного будинку у формі зірки, розташованого на 11 м, підводного гаража, складу-сараю, і двомісного будиночка «Ракета», побудованого на 27,5 м. До речі, тут же Кусто зняв свої перші фільми про підводний світ.

## Преконтинент-3
Експеримент «Преконтинент-3» розпочався в 1965 р в Середземному морі в районі Монако (мис Феррам), у складі команди, яка цього разу опустилася в морські глибини на 110 м, було 6 чоловік.
Учасники експерименту «Преконтинент» показали в реальності, що існує можливість жити і проводити виробничі роботи на глибині понад 100 м. Експеримент «Преконтинент» дозволив домогтися певних наукових та технічних результатів, краще вивчити особливості людської психіки в умовах закритого простору на глибині, відпрацювати основні принципи життєзабезпечення і розрахунку режимів декомпресії, отримати дані з вивчення межі тривалості перебування людини під водою, межі її акліматизації та ін.

## Ресурси Інтернету
- Преконтиненты
- «Преконтинент-один»
- Чернов А. Гомо акватикус
- Чернышов Е. А., Романов А. Д., Романова Е. А. Развитие подводных лабораторий